# Fossé (infrastructure)
Pour les articles homonymes, voir Fossé.
Les fossés sont des structures linéaires initialement creusées pour drainer, collecter ou faire circuler des eaux. Les terres d'excavation rejetées sur les côtés forment les berges.
Bien que de nature artificielle, ils peuvent jouer un rôle majeur comme éléments de la trame bleue.

## Typologies
Le Dictionnaire de l'Académie française t. 1 de 1835 définit le fossé comme une fosse creusée en long pour clore, pour enfermer quelque espace de terre, ou pour faire écouler les eaux, ou pour la défense d'une place. Une fosse assume donc deux fonctions principales :
- une fonction de clôture :
  - un fossé peut être une large tranchée entourant une fortification afin de constituer un obstacle à la progression des assaillants,
  - on parle aussi de fossé en eau (« teralliis plenis aque ») pour désigner les douves ou certains éléments temporairement ou toujours en eau de certaines fortifications,
  - dans les zoos ou parcs animaliers, de simples fossés servent à enclore des parcelles abritant des animaux refusant le contact avec l'eau (nombreuses espèces de singes par exemple) ;
- une fonction de drainage des eaux :
  - un fossé très élargi aux berges en pentes très douces, et sans exutoire est appelé noue. Il est en général destiné à collecter temporairement des eaux de ruissellement, qui s'infiltreront ensuite dans le sol,
  - Des fossés de drainages longs, larges et profonds sont dits « wateringues » ou « watergang » dans les polders et anciennes zones humides du nord de la France et dans les pays flamands. Ils étaient vidés en mer ou dans des canaux exutoires autrefois par des moulins à vent dits poldermolens, et aujourd'hui par des stations de pompage (pompes de relevage).

S'il s'agit comme pour le fossé d'une excavation, la tranchée est plus étroite et ne rejoint en quelque sorte pas les deux fonctions précitées.

## Art militaire
Dans l'art militaire, spécialement au Moyen Âge, le fossé est une tranchée longue dans le sol pour opposer un obstacle autour d’un camp, d’un château, d’une ville, d’un parc, d’un enclos. Eugène Viollet-le-Duc distingue les fossés secs, les fossés pleins d’eau, les fossés en talus ou à fond de cuve et les fossés revêtus ou non revêtus.
- Les fossés secs sont ceux qui sont taillés autour d’un château, d’un manoir ou d’une place situés en des lieux trop élevés pour pouvoir y amener et y conserver l’eau.
- Les fossés pleins sont ceux dans lesquels on fait passer un cours d’eau ou que l’on inonde au moyen d’une prise dans la mer, dans un lac ou un étang.
- Les fossés en talus sont ceux simplement creusés dans un sol inconsistant, et dont l’escarpe et la contrescarpe, revêtues de gazon, donnent un angle de 45 degrés.
- Les fossés revêtus sont ceux dont les parois, c’est-à-dire l’escarpe et la contrescarpe, sont revêtues d’un mur en maçonnerie avec un faible talus.
- Les fossés à fond de cuve sont ceux dont le fond est plat, les parois revêtues, et qui peuvent ainsi permettre d’ouvrir des jours dans l’escarpe servant de soubassement à une fortification. Les fossés taillés dans le roc peuvent être aussi à fond de cuve[1].

Des fossés sont creusés depuis l'Antiquité comme élément de protection contre des attaques ou invasions.
En France, le plus large et long d'entre eux est le « Neufossé » creusé il y a environ 1 000 ans par Baudouin VI pour bloquer les armées venues du Nord. 
Le fossé permet également d'éviter que l'ennemi soit directement au contact des fortifications. Le château de Brézé en est un bon exemple avec les fossés les plus profonds d'Europe (18 m). En Syrie, la citadelle Salah El-Din possède un fossé de 28 m de profondeur.
Plus récemment, on a construit des tranchées destinées à bloquer la progression des véhicules motorisés d'armées ennemies (ex. : fossé antichar) ; leur vocation est alors sans rapport avec l'eau.
Dans de nombreuses fortifications Vauban, les fossés sans eau sont dits « fossé sec », toutefois une tranchée « cunette », creusée dans l'axe du fossé, servait à l’écoulement des eaux de pluie et permettait d’assécher le fossé.
Les fossés remplis d'eau en permanence sont, eux, appelés des douves.

## Environnement

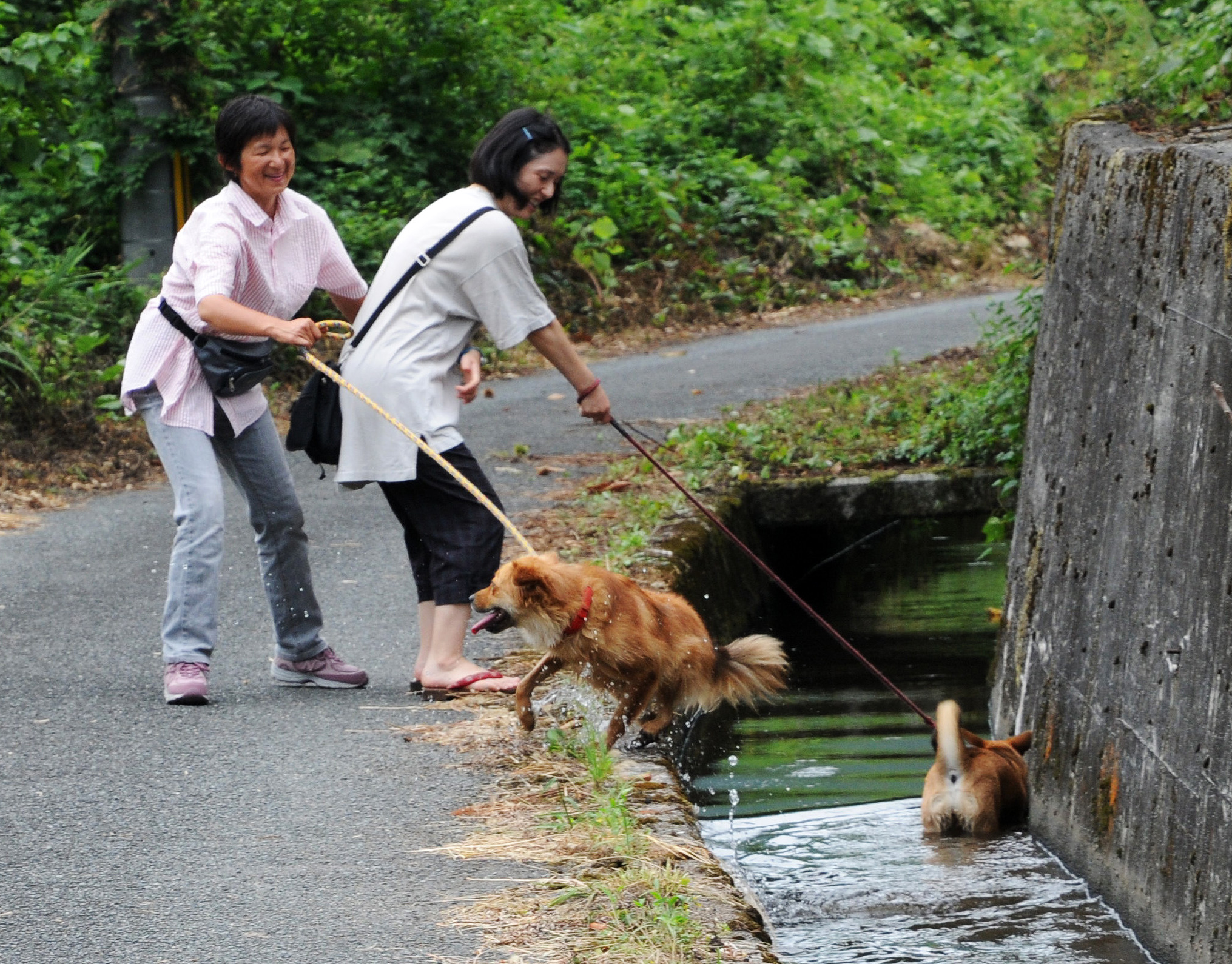
De nombreux animaux s'abreuvent aussi dans les fossés.

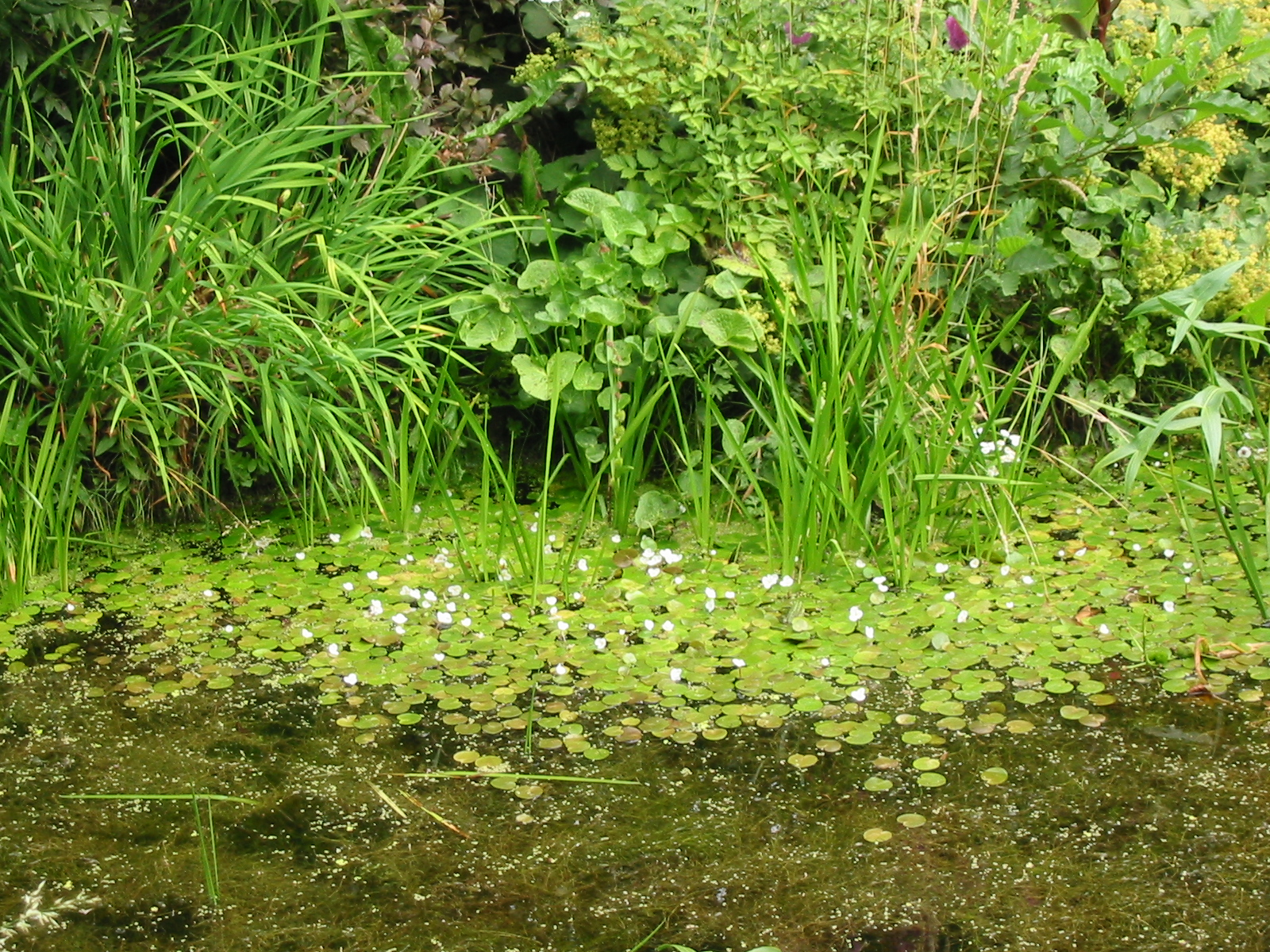
Le fossé, bien que non naturel est potentiellement aussi un habitat de substitution pour une partie de la flore des zones humides.

Bien que de nature artificielle, noues ou watringues peuvent potentiellement jouer un rôle en matière de petits corridors biologiques et habitat de substitution ; plus ou moins efficacement selon les caractéristiques du paysage, leur durée de maintien en eau, la connectivité du réseau et les traits d'histoire de vie des espèces qui y vivent. C'est une question étudiée par les scientifiques, notamment dans le cadre de la trame bleue et de la trame verte en France (ex : programme CORECOL en région Nord-Pas-de-Calais pour différentes espèces (animales et végétales). C'est une question d'intérêt notamment dans l'hémisphère nord où au moins 77 % du réseau hydrographique était en 1994 déjà considéré comme artificialisé et dégradé. Il existe un risque de « piège écologique » dans les fossés pollués ou éclairés par des luminaires. Le fossé ne semble pas être un bon corridor pour certaines espèces dans certains milieux (sableux par exemple pour trois coléoptères dont la dispersion a été étudiée dans ce milieu ; Pterostichus lepidus, Harpalus servus et Cymindis macularis). Dans le nord de la France, dans une région d'agriculture intensive et densément peuplée (et la moins boisée de France), les fossés jouent un rôle important de connexion biologique, en cours d'étude sur 3 ans. Dans ce cas, ce sont pour la trame verte et bleue des corridors de substitution, qui joignent la vallée de la Lawe, la ceinture verte de Béthune et d'autres milieux dispersés dans la matrice écopaysagère dominée par l'agriculture. Il a été montré à cette occasion que les caractéristiques du réseau de fossés ont un effet sur « la structuration des flux de gènes chez deux espèces végétales de berges de fossés. Ces fossés feront l'objet d'une gestion particulière dans le cadre du SAGE ». Les fossés peuvent avoir de nombreux impacts (positifs ou négatifs, directs ou indirects) quant au « forçage »
environnemental et d'écologie du paysage ;
- Un fossé en eau peut à la fois et dans le même temps jouer le rôle d'habitat (pour les hélophytes et diverses plantes aquatiques), d'un petit corridor biologique pour des espèces aquatiques ou de zones humides, et inversement avoir un effet de fragmentation écologique pour de petites espèces peu mobiles et refusant de traverser l'eau. Cet effet est limité par le fait que les fossés sont souvent localement busés ou couverts de passerelles, et qu'ils sont rarement en eau toute l'année sur toute leur longueur.
- Leur fonction de drainage conduit à abaisser le plafond de la nappe superficielle et à modifier la végétation et le paysage naturel. Ils peuvent alors provoquer la destruction de zones humides, atténuer ou augmenter le risque d'inondations et de sécheresse ou d'incendies de forêt (selon leur position et linéaire dans le bassin versant).
- Lorsqu'ils ne sont pas enherbés ou stabilisés par les racines de haies, ils peuvent être érodés par l'eau et contribuer aux phénomènes d'érosion en amont, et d'eutrophisation et augmentation de la turbidité des eaux en aval.
- Ils peuvent être pollués par les eaux usées et les eaux de ruissellement ou de drainage (engrais, pesticides, cadmium amené avec les engrais, etc) qu'ils collectent. Les fossés végétalisés et bordés de haies peuvent dans une certaine mesure jouer un rôle de « lagunage naturel ». Les roselières qui y poussent peuvent être faucardées, ce qui contribue à leur déseutrophisation, en veillant à programmer ces opérations hors des périodes de nidification ou reproduction.

Lorsqu'ils sont « propres », les fossés ont une importante fonction écopaysagère de corridors biologiques.
Ils peuvent faire l'objet d'une gestion écologique et donc différentiée. Ils peuvent jouer un rôle majeur pour la protection ou le retour de certaines espèces, dont l'anguille (espèce devenue menacée) ou d'autres espèces en forte régression telles que les épinoches, les tritons, les orvets, certains lézards, couleuvres, sangsue médicinale, etc. et pour la circulation des graines et propagules de nombreuses plantes des zones humides notamment,;
Ils sont cependant très vulnérables aux pesticides, à l'eutrophisation, au drainage excessif ou gestion trop « dure » et fréquente de leurs berges, particulièrement dans les zones industrielle ou d'agriculture intensive. En zone polluée, leurs sédiments peuvent être le réceptacle de nombreux déchets, effluents toxiques, métaux lourds, PCB, pesticides, nitrates, phosphates, perturbateurs endocriniens et nécessiter une gestion particulière.
Les zones d'herbages extensives présentent des fossés dont la clarté, la qualité d'eau et des sédiments est généralement bien meilleure.
En France, ils deviennent un des éléments du réseau écologique national, et plus précisément de la trame bleue, de la trame verte et bleue nationale, dans le cadre des suites données au Grenelle de l'environnement. Ils peuvent être associés à un dispositif de bande enherbée qui les protège.

## Règlementation
Selon les lieux et les époques, les fossés peuvent être protégés, gérés par la collectivité ou le propriétaire riverain.
En France, par exemple :
- en zone de polder, les watringues font l'objet d'une réglementation spécifique ;
- certaines noues ou fossés font partie de dispositifs de lutte contre les crues, ou pouvaient être utilisés pour ennoyer des zones à risque d'incendie ou explosion (poudreries…). Ils peuvent alors être aussi considérés comme des servitudes particulières ;
- la plupart des fossés ruraux, sauf s'ils abritent des espèces ou des habitats protégés, répondent généralement à l'article 668 du Code civil qui veut que le voisin dont l'héritage joint un fossé ou une haie non mitoyens ne puisse contraindre le propriétaire de ce fossé ou de cette haie à lui céder la mitoyenneté. Sous réserve qu'il n'abrite pas d'espèce protégée qui en pâtirait, le copropriétaire d'un fossé mitoyen peut le détruire jusqu'à la limite de sa propriété, à la charge de construire un mur ou une clôture sur cette limite. Localement, le débroussaillement peut être obligatoire avec une périodicité minimale. 
La lutte contre certaines espèces invasives, (rat musqué en particulier), peut y faire l'objet d'obligations et règlements spécifiques. Dans le cadre des SAGEs, des dispositions particulières peuvent exister pour faciliter une gestion cohérente de l'eau à échelle du bassin versant ;
- en Europe et donc en France, dans le cadre de l'écoéligibilité de la nouvelle Politique agricole commune (PAC), les fossés aux berges non-artificialisées situés dans le territoire d'une exploitation agricole, ainsi que quelques autres éléments paysagers semi-naturels d'intérêt agroécologique et écologique (ex : Prairies permanentes, bandes enherbées, lisières, bords de mares, bocage, arbres groupés..) sont éligibles au dispositif des « surfaces équivalentes topographiques ».

## Galerie d'images

Exemples de fossés
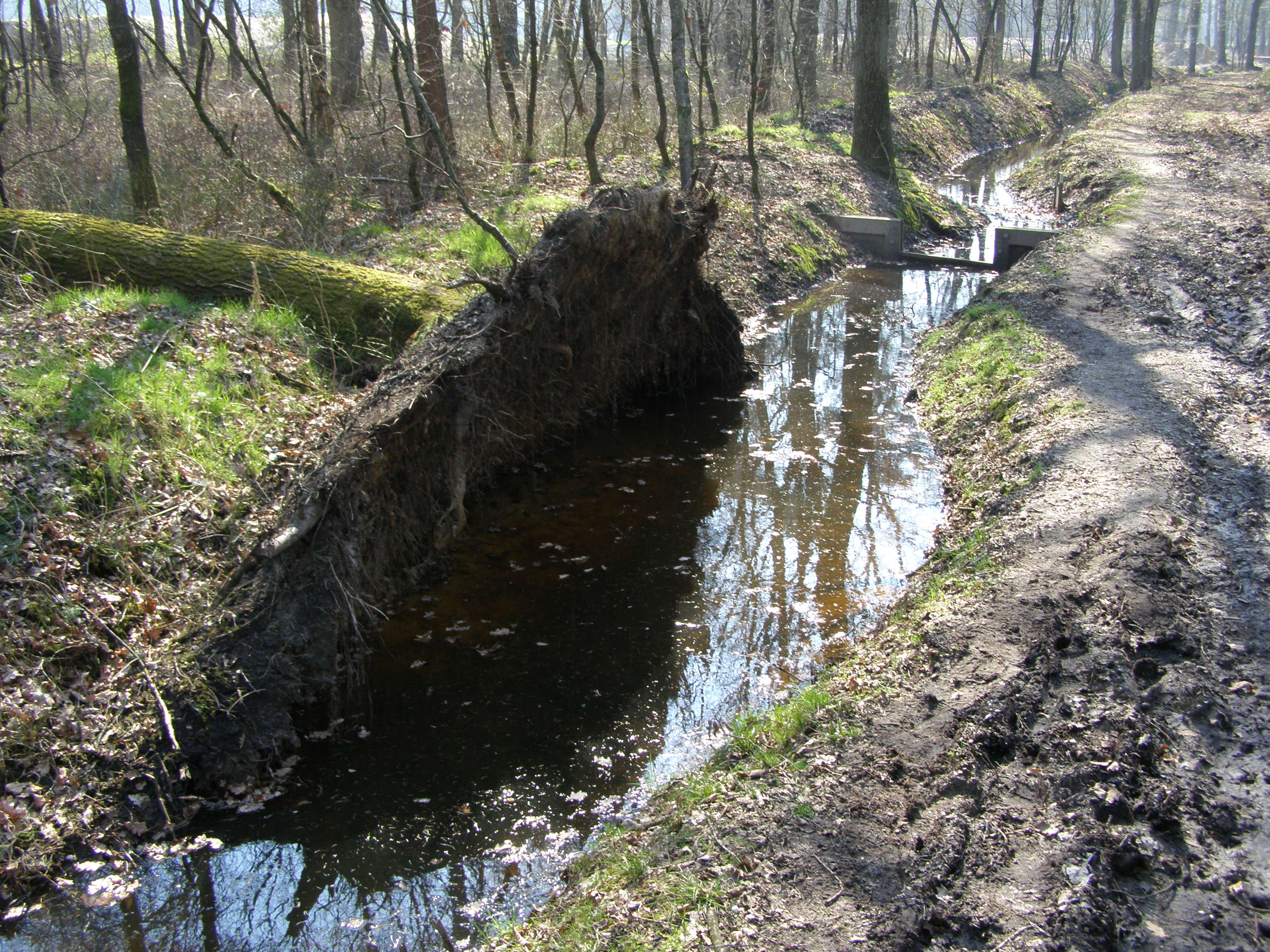
Changer la vitesse de l'eau ou sa hauteur a un impact sur les sol et les racines.
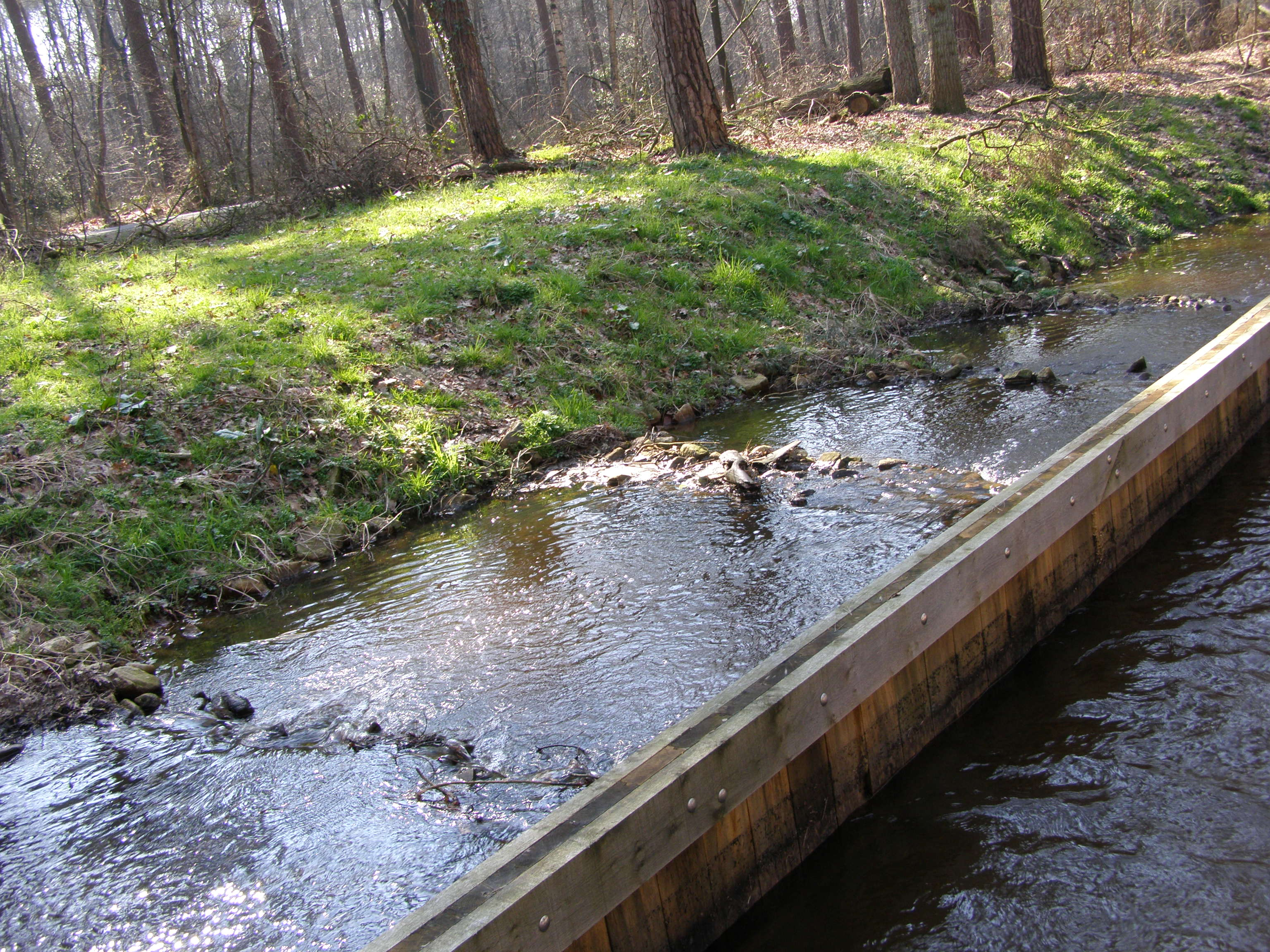
Des seuils en escalier favorisent le ralentissement du courant et la remontée de certains poissons.
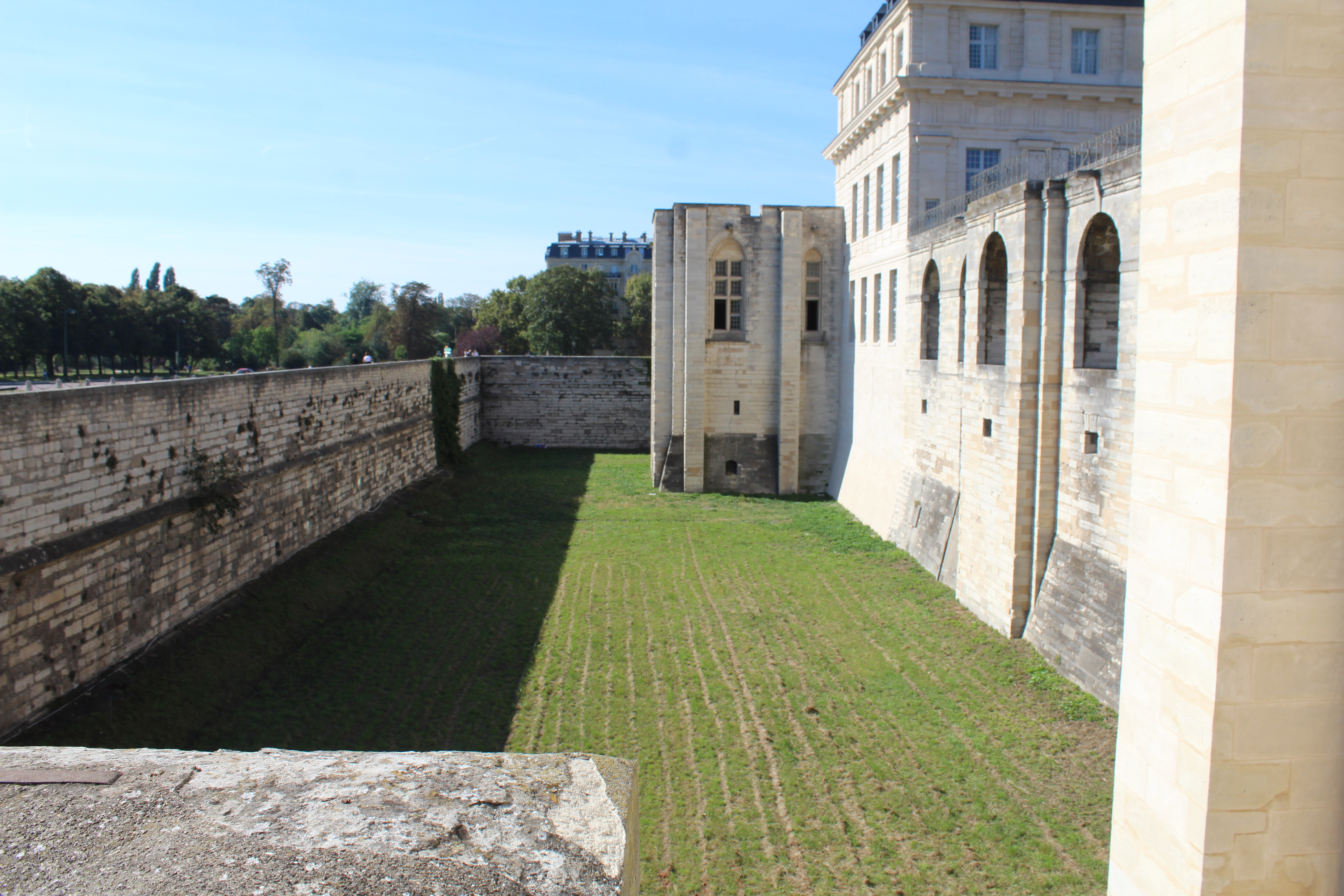
Fossé d'un château-fort (ici Vincennes).
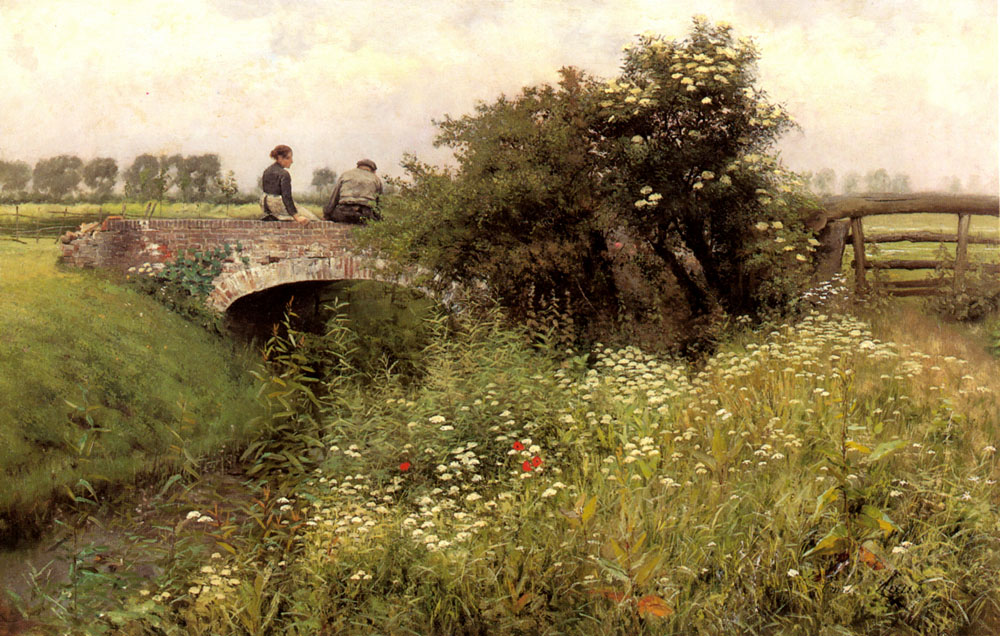
Exemple de grand fossé de drainage de la plaine flamande, tels qu'ils existaient au XIXe siècle.
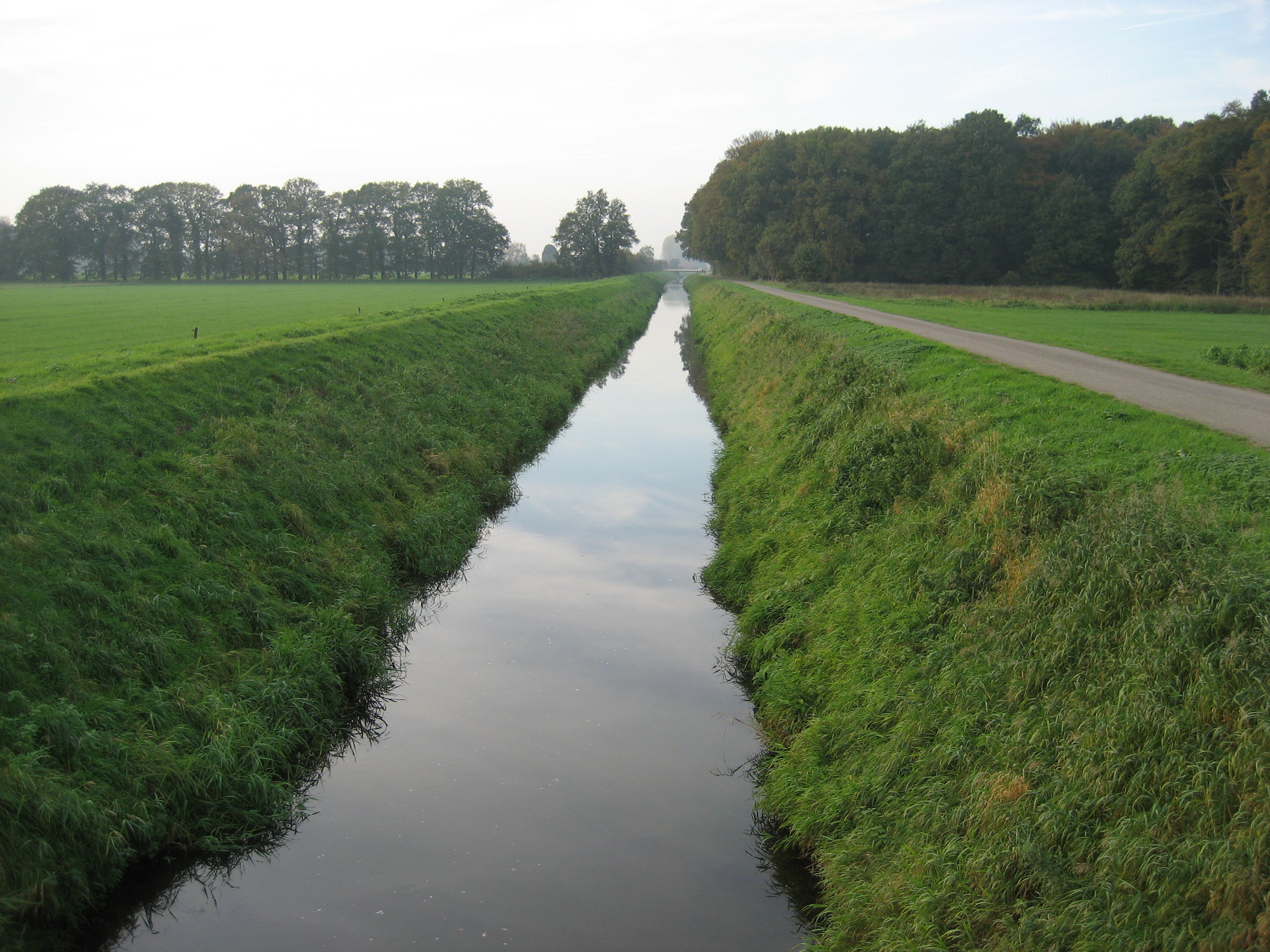
Même type de fossé de drainage, mais rectifié et recalibré à la fin du XXe siècle (moins intéressant en termes écopaysager, de biodiversité, de services écosystémiques ou de qualité de l'eau).
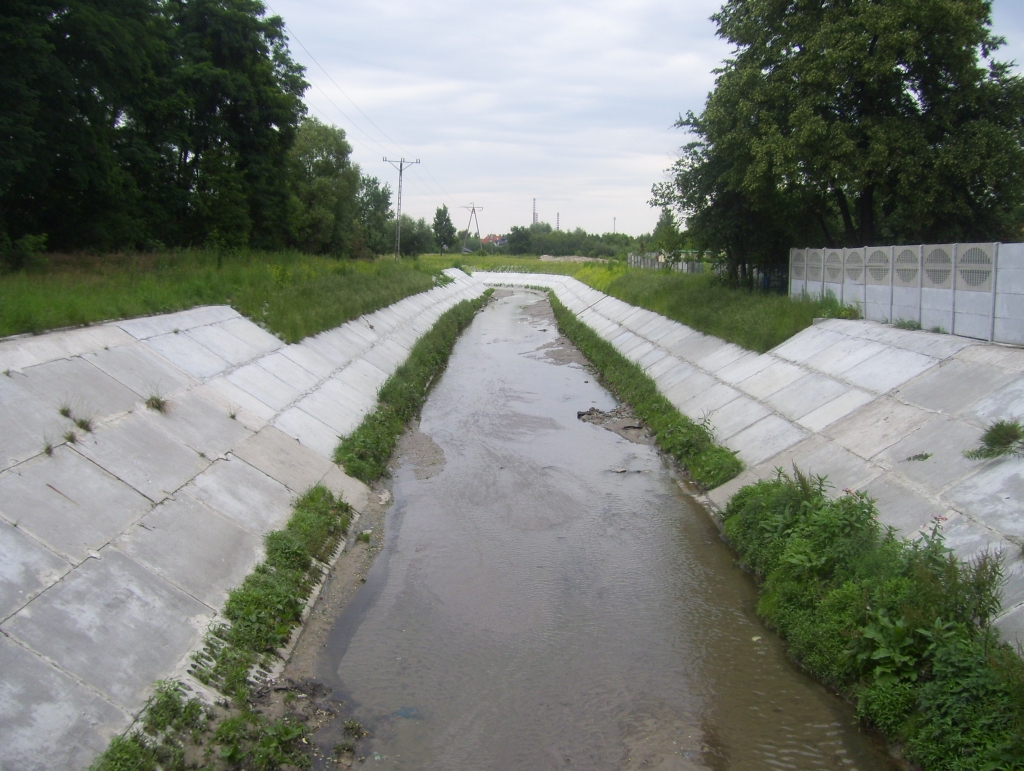
Certains fossés de drainage ont été bétonnés (on parle de « Becques à plaques » en Flandre française), pour limiter l'érosion de leurs berges et la présence des rats musqués.
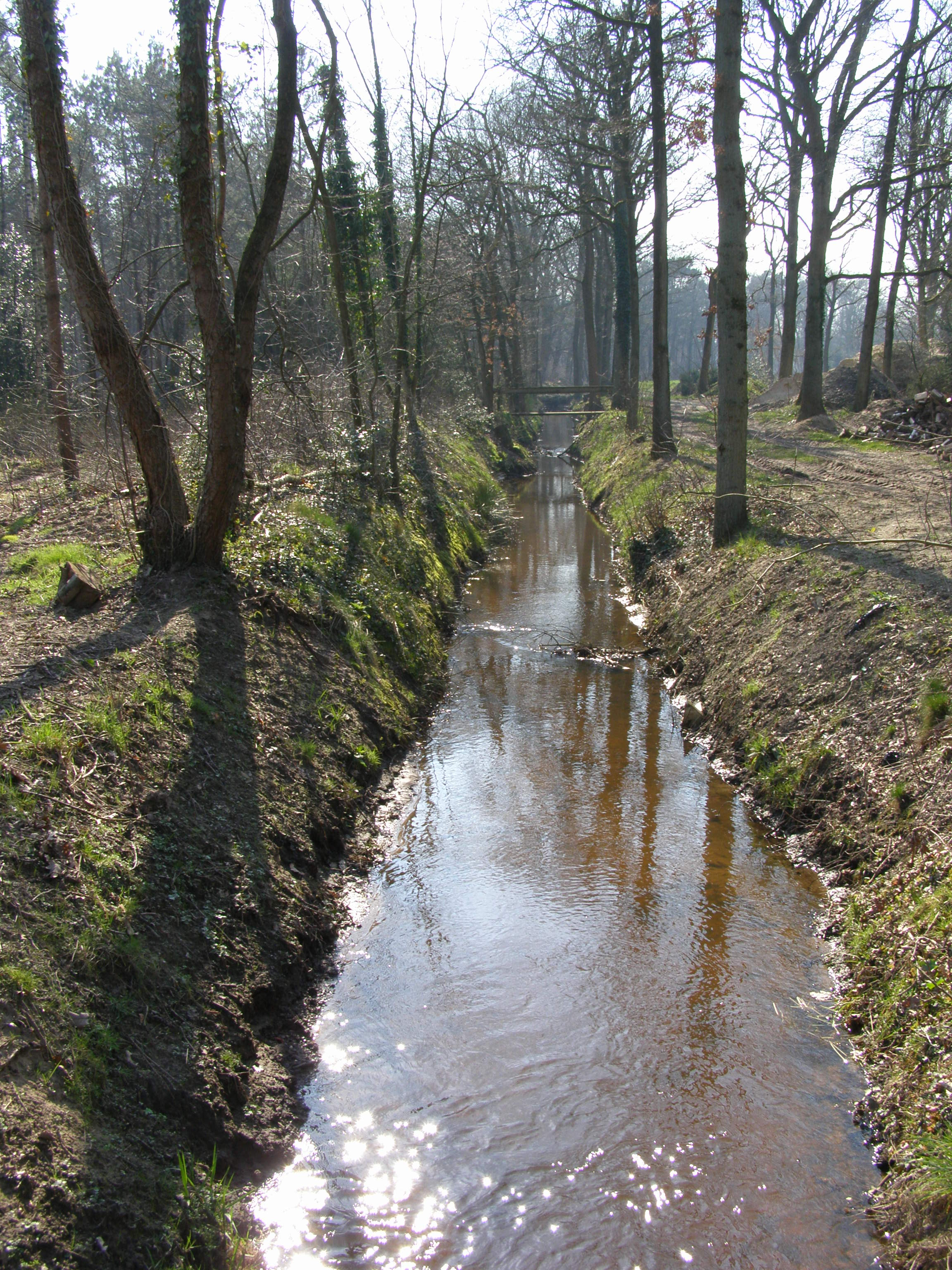
Depuis le Moyen Âge au moins, la plupart des petits fossés ont une fonction de drainage.
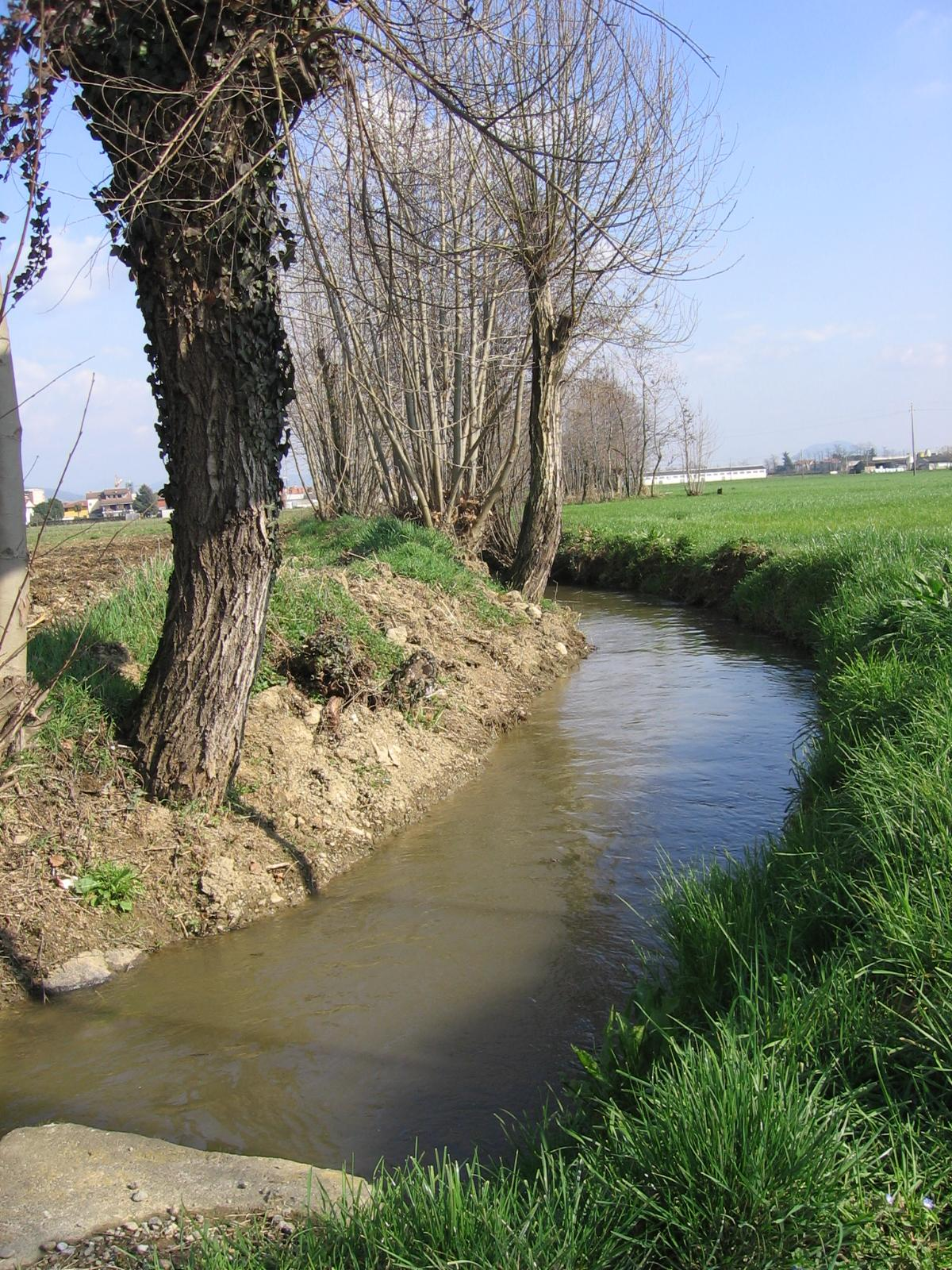
Certains fossés ont une fonction d'irrigation (ici en Italie).
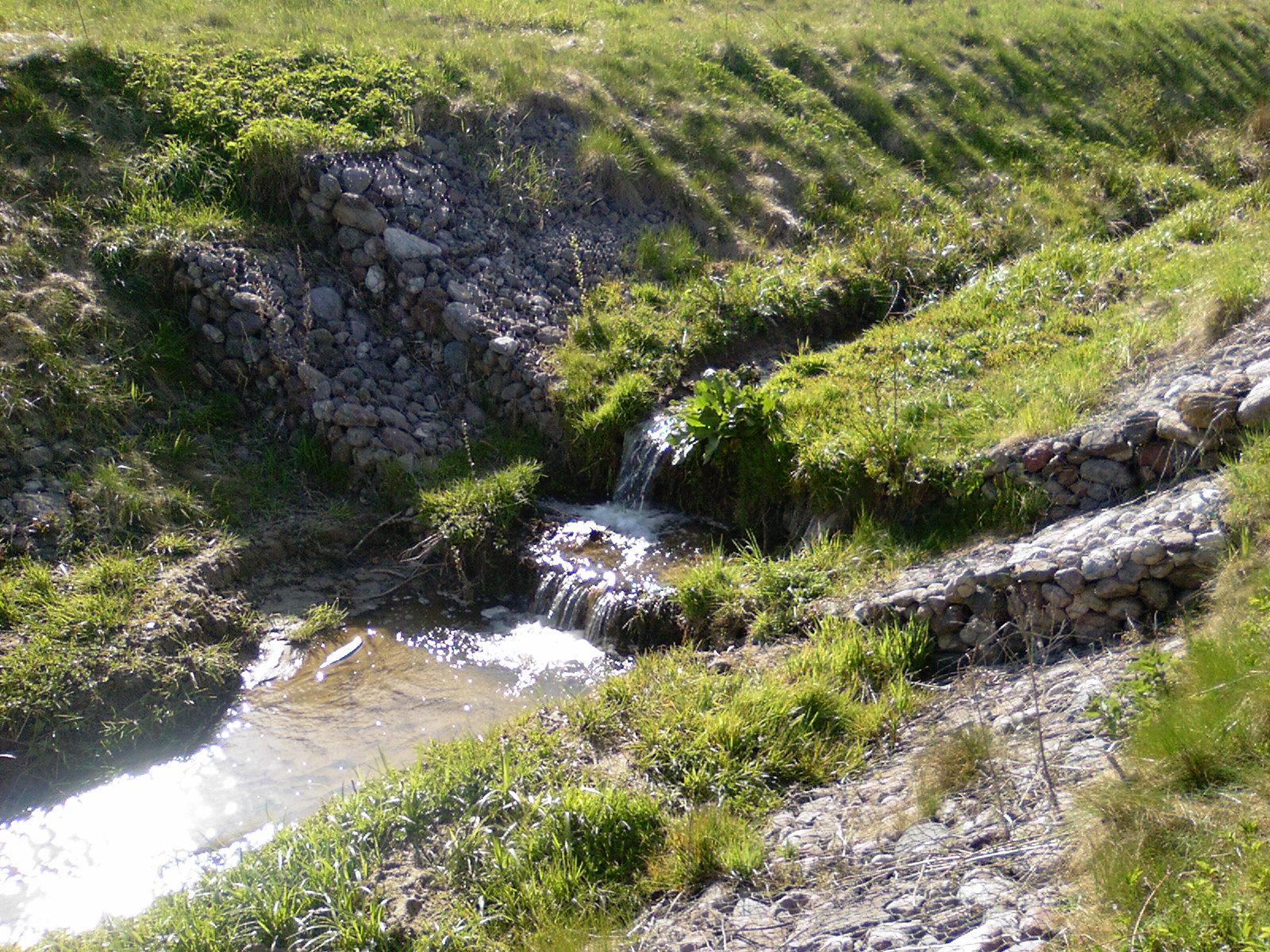
Fossé ou noue renforcé par des gabions pour résister à des flux torrentiels et/ou protéger des sols fragiles, notamment des rats musqués.